# Cyathea biformis
Cyathea biformis är en ormbunkeart som först beskrevs av Eduard Rosenstock, och fick sitt nu gällande namn av Edwin Bingham Copeland. Cyathea biformis ingår i släktet Cyathea och familjen Cyatheaceae. Inga underarter finns listade.